# ディッテンハイム
ディッテンハイム (ドイツ語: Dittenheim) は、ドイツ連邦共和国バイエルン州ミッテルフランケン行政管区のヴァイセンブルク＝グンツェンハウゼン郡に属す町村（以下、本項では便宜上「町」と記述する）である。この町はアルトミュールタール行政共同体に加盟している。

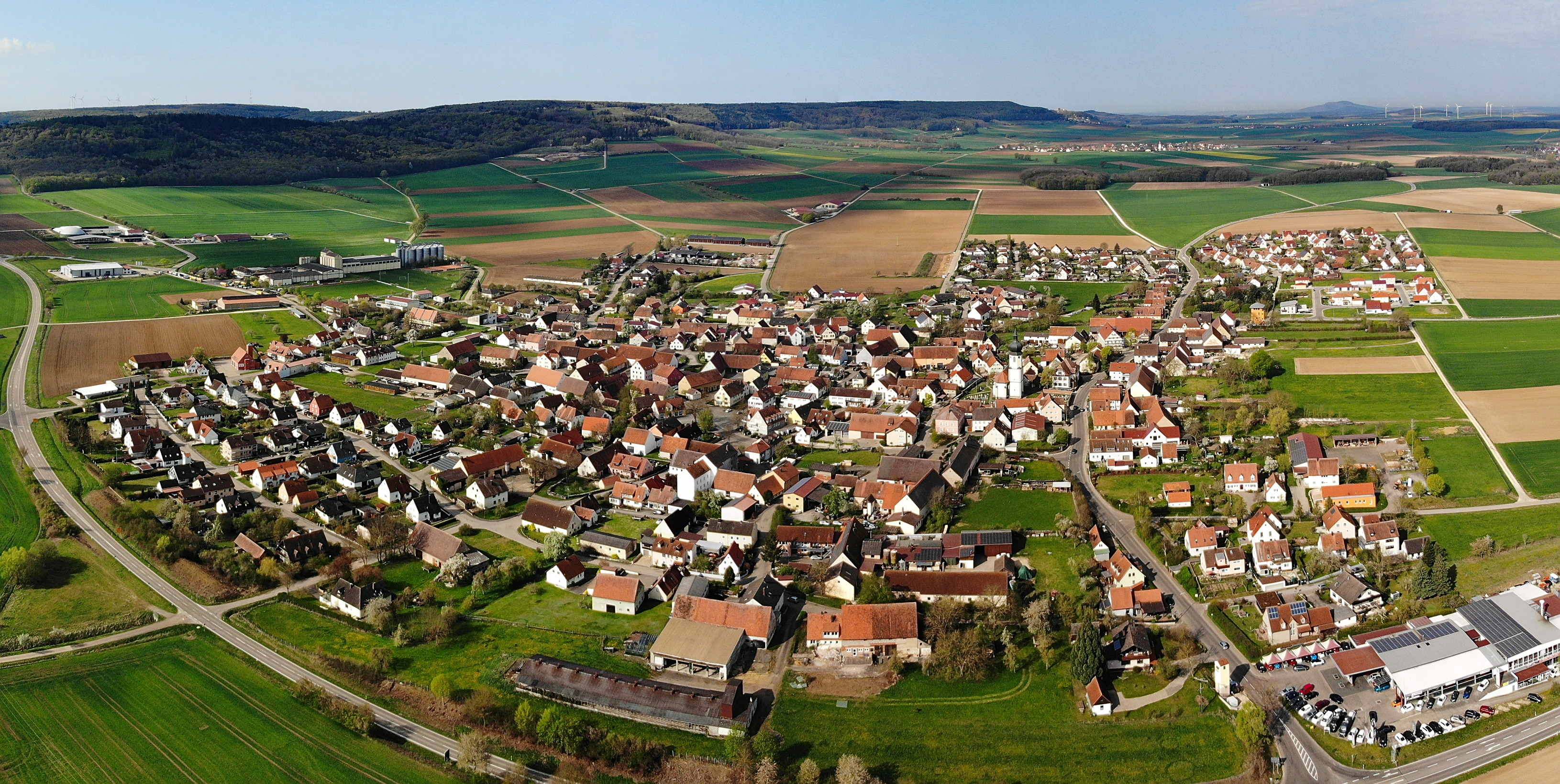
ディッテンハイム全景

## 地理

### 位置
この町は、西ミッテルフランケン地方のアルトミュールタールに位置している。フレンキシェ・アルプの連山であるハーネンカムを形成する山の一つゲルバー・ベルクの麓にあたる。近隣の都市は、グンツェンハウゼン (9 km)、トロイヒトリンゲン (16 km)、ヴァイセンブルク (15 km) がある。アルトミュール川が東の町境をなしており、この川沿いにヴィンツフェルト地区とエールハイム地区がある。町内を流れる他の川は、ディッテンハイマー・ミュールバッハ川、シュランゲンバッハ川、プフラウムフェルダー・グラーベン川である。町内を州道2230号線および多くの郡道が通っている。

### 隣接する市町村
ディッテンハイムは、北はグンツェンハウゼン、北東はタイレンホーフェン、東はアレスハイム、南はマインハイム、南西はハイデンハイム・アン・デア・ブレンツ、西はグノッツハイムと境を接している。

### 自治体の構成
この町は6つのゲマインデタイル（小地区）で構成されている
- ブックミューレ
- ディッテンハイム
- エールハイム
- ザンメンハイム
- ザウゼンホーフェン
- ヴィンツホーフェン

ゲマルクング（伝統的な地籍区分）はディッテンハイム、ザンメンハイム、ザウゼンホーフェン、ヴィンツフェルトである。

## 歴史

### 自治体の形成まで
この地域には、中世初期のフランク人入植時代からすでに定住が行われていた。1937年に村の東端で中世初期、6世紀後半から8世紀初めに使われていた列状墓地が発掘された。出土品の多くは7世紀のものであった。埋葬されていた死者は、近隣のヴェストハイムの墓地の埋葬者と同様に、エルベゲルマン系中央ドイツ人の特徴を強く有した人物であり、7世紀にはフランク人の埋葬習慣を受け容れていたと考えられる。この墓地には250体の墓があり、その中にはいくつかの火葬墓や馬の墓が3つ含まれている。民族移動時代に高台の集落があった隣のゲルベ・ビュルクとの関係は明らかになっていない。これに対してマインフランケン地方の列状墓地とは明かな類似がある。
その後も定住は続いた。エッティンゲン＝シュピールベルク伯領とアンスバッハ侯領がこの村の権利を有していた。1796年にディッテンハイムはアムト・ザンメンハイムの一部としてプロイセンに割譲され、パリ条約（1806年）に従って交換でバイエルン王国領となった。バイエルンの行政改革に伴う1818年の自治体れにより現在の自治体が形成された。

### 町村合併
バイエルン州の地域改革に伴い、1978年5月1日にザンメンハイム、ザウゼンホーフェン、ヴィンツフェルトが合併した。

## 住民

### 人口推移
- 1961年: 1,738人[6]
- 1970年: 1,622人[6]
- 1987年: 1,643人
- 1991年: 1,683人
- 1995年: 1,772人
- 2000年: 1,798人
- 2005年: 1,770人
- 2010年: 1,718人[7]
- 2020年: 1,824人[7]

## 行政

### 保護援助関係
この町は1984年に、旧フロイデンタール郡（現在のブルンタール）のヴァーツラヴォフ・ウ・ブルンタールから追放されたズデーテン系ドイツ人に対する保護援助関係を締結した。

### 紋章
図柄: 青地に金のテーブルマウンテン。その上に2本の銀色の針葉樹。その間に銀地と黒地に四分割された小楯が浮かんでいる。
この紋章は1952年に使用が許可された。
図柄: テーブルマウンテンはこの町にあるゲルベ・ベルクの典型的な形である。この山はディッテンハイムの南西に位置している。ローマ時代後期やメロヴィング朝初期の出土品はここに古い集落があったことを示している。2本の針葉樹（トウヒ）は近くにあるハーネンカム周辺の森が豊かであることを示している。銀と黒で四分割された小さな盾は、アンスバッハ辺境伯が領主であったことを意味している。

## 文化と見所

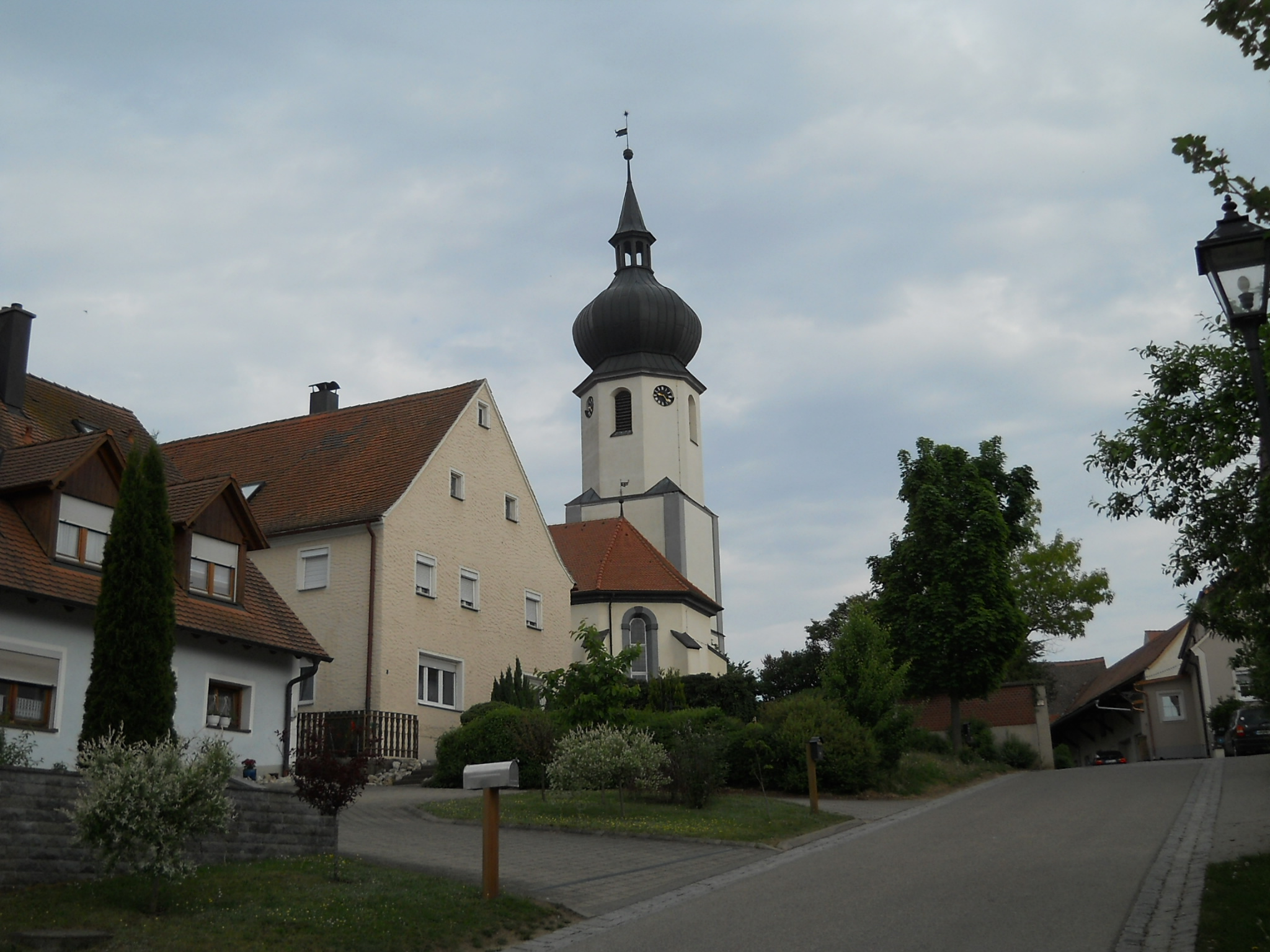
聖ペーターおよびパウル教会の塔

### 建築
福音主義＝ルター派の聖ペーターおよびパウル教区教会は、アンスバッハの宮廷建築家ガブリエル・ド・ガブリエリによって1699年から1703年に、古い塔と後期ゴシック様式の内陣を組み込む形で建設された。

### 埋蔵文化財
- ディッテンハイムの墳墓地

## 経済と社会資本

### 経済
公式統計によれば、2020年にこの町で働く社会保険支払い義務のある就労者は339人、このうち製造業に102人、商業および交通業分野126人が従事している。この町に住む社会保険支払い義務のある就労者は合計681人であった。2016年現在、66件の農家があり、農業用地の面積は1,959ヘクタールであった。このうち、1,544ヘクタールが耕作地、414ヘクタールが牧草地などの緑地であった。

### 交通
グンツェンハウゼンからトロイヒトリンゲンへ向かう州道2230号線がディッテンハイムを通っている。

#### 鉄道
ディッテンハイム地区とヴィンツフェルト地区との間、海抜 415 m にトロイヒトリンゲン - ヴュルツブルク線のヴィンツフェルト＝ディッテンハイム駅が1869年10月2日に開業した。この駅には2つの本線と1つの追い越し線がある。旅客営業は1978年に終了した。パイロットプロジェクトの一環で、1978年にこの路線の合計15駅で旅客サービスが停止され、バス輸送に振り替えられた。約 10 km 離れたハイデンハイムのドイツ連邦軍ハーネンカム兵舎のために複線の軍事輸送用（特に戦車用）引き込み線が設けられ、兵舎が廃止されるまで（2004年3月31日）運行していた。ここに2つの倉庫があった。農機具倉庫も貨物営業が廃止される2004年まで稼働していた。駅の施設は比較的完全に遺っているが、営業は追い越し駅として用いられているだけである。
エールハイムには1869年に駅が造られたが、近郊交通のバスへの移行に伴い1978年に閉鎖され、取り壊された。

### 教育
- 幼稚園: 2021年現在、定員119人、在籍園児数113人[13]
- 基礎課程学校[14]

## 関連図書
- Johann Kaspar Bundschuh (1799). “Dittenheim”. Geographisches Statistisch-Topographisches Lexikon von Franken. Band 1: A–Ei. Ulm: Verlag der Stettinischen Buchhandlung. p. 607 2022年5月15日閲覧。
- Gottfried Stieber (1761). “Dittenheim”. In Johann Jacob Enderes. Historische und topographische Nachricht von dem Fürstenthum Brandenburg-Onolzbach. Schwabach. pp. 316–319 2022年5月15日閲覧。